# Mansjonarz

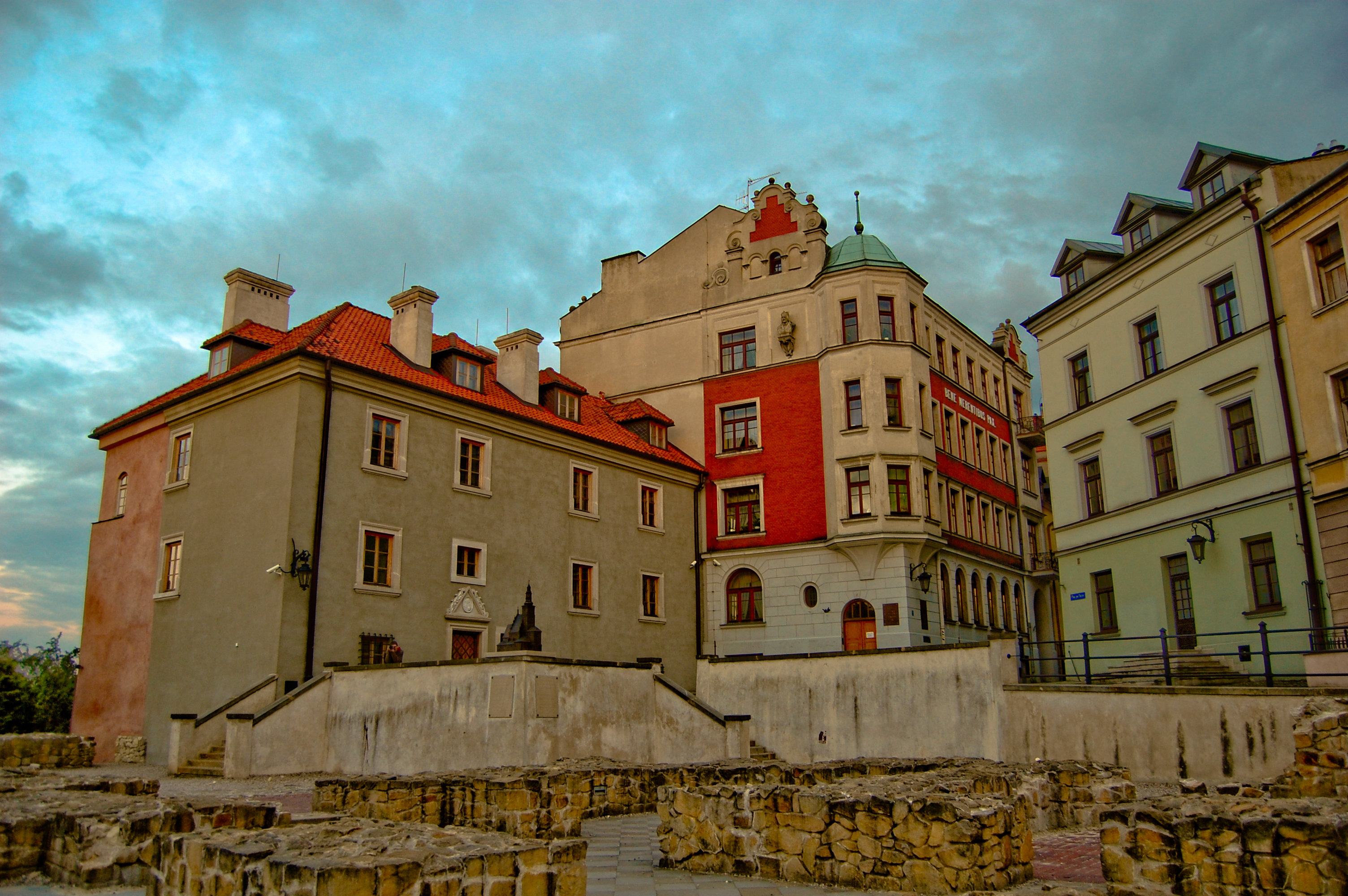
Dom mansjonarski w Lublinie

Mansjonarz, mansjonariusz (łac. maneo – zostaję) – w hierarchii kościelnej kapłan niższej rangi, wikariusz, bez obowiązków kościelnych, który z tytułu zapewnionego utrzymania był zobowiązany przebywać na miejscu i pełnić wyznaczone funkcje duszpasterskie i liturgiczne przy katedrach, kolegiatach i znaczniejszych parafiach. 
Mansjonarze tworzyli niekiedy zespoły, mające swój statut. Do ich obowiązków należało np. codzienne śpiewanie Officjum Parvum de BMV (Mały brewiarzyk o NMP, takie Małe godzinki o NMP) oraz odprawianie mszy świętych. Niekiedy mansjonarz nie mieszkał na stałe, ale dojeżdżał, by spełnić wyznaczoną mu dokładnym terminem funkcję.
Mianem mansjonarza nazywa się także wikariusza w parafii, funkcjonującego na specjalnych prawach, albo kapłana pełniącego służbę przy ołtarzu w bazylice.